# José Manuel Quesada Nortes
José Manuel Quesada Nortes (Oriola, 26 de maig de 1939 - Elx, 18 de juny de 1996) va ser un ciclista valencià que competí professionalment entre 1960 i 1966.

## Palmarès
- 1961
  - 1r al Trofeu Jaumendreu
  - 1r al Tour del Rosselló i vencedor d'una etapa
- 1963
  - 1r al Gran Premi d'Alacant

### Resultats a la Volta a Espanya
- 1961. 34è de la classificació general
- 1963. 28è de la classificació general